# Ласков, Ципора
Ципора Ласков (ивр. צפורה לסקוב‎; урождённая Ципора Мордер; 1904, Украина, Российская империя — 1989, Хайфа) — израильский общественный и политический деятель, депутат кнессета 3-го созыва от блока «Ахдут ха-Авода — Поалей Цион».

## Биография
Родилась в 1904 году в Российской империи на территории современной Украины, в семье Фабиша Мордера и его жены Хедвы. В 1926 году получила специальность медицинской сестры. В 1928 году покинула территорию СССР и через Китай приехала в Подмандатную Палестину.
В 1955 году была избрана депутатом кнессета 3-го созыва от блока «Ахдут ха-Авода — Поалей Цион», но ещё до принятия присяги депутата кнессета уступила свой мандат Нахуму Ниру.
Её муж — израильский генерал Давид Ласков, в браке родилось двое детей Иехудит и Реувен.
Умерла в 1989 году.